# Numero di trasporto
Il numero di trasporto, simboleggiato dalla lettera minuscola t, indica la frazione di corrente elettrica trasportata da un catione o un anione, derivati dalla dissociazione ionica di un elettrolita, rispetto alla corrente trasportata da tutti gli ioni presenti nell'elettrolita.
Matematicamente questo equivale alla seguente formula, riferita all'elettrolita generico {\displaystyle B}:
{\displaystyle t_{B}={\frac {\lambda _{B}c_{B}}{\sum _{i}\lambda _{i}c_{i}}}}
dove:
- {\displaystyle c} è la concentrazione, misurata in {\displaystyle \left[\mathrm {mol} \,\mathrm {dm} ^{-3}\right]};
- {\displaystyle \lambda =|z|Fu} è la conduttività ionica, misurata nel SI in {\displaystyle \left[\mathrm {S} \,\mathrm {m} ^{2}\,\mathrm {mol} ^{-1}\right]}, in cui:
  - {\displaystyle z} è il numero di carica, ossia la carica elettrica divisa per la carica elementare;
  - {\displaystyle F} è la costante di Faraday, {\displaystyle 96485\;\mathrm {C} \,\mathrm {mol} ^{-1}};
  - {\displaystyle u} è la mobilità elettrica, misurata nel SI in {\displaystyle \left[\mathrm {m} ^{2}\,\mathrm {s} ^{-1}\mathrm {V} ^{-1}\right]}.

Dalla definizione si nota come il numero di trasporto assuma sempre valore compreso tra zero e uno mentre la somma dei numeri di trasporto di ogni elettrolita presente in soluzione dà come risultato 1: {\textstyle \sum _{i}t_{i}=1}.
Dalla definizione data, consegue che la conduttività ionica equivalente limite, simboleggiata con {\displaystyle \Lambda _{0}}, di un elettrolita binario è legata sia al numero di trasporto a diluizione infinita del catione, {\displaystyle t_{0}^{+}}, sia al numero di trasporto a diluizione infinita dell'anione, {\displaystyle t_{0}^{-}}. Matematicamente, la relazione è espressa nella forma:
{\displaystyle \operatorname {t_{0}} ^{+}={\frac {{l_{0}}^{+}}{\Lambda _{0}}}}
{\displaystyle \operatorname {t_{0}} ^{-}={\frac {{l_{0}}^{-}}{\Lambda _{0}}}}
dove {\displaystyle l_{0}^{+}} e {\displaystyle l_{0}^{-}} sono rispettivamente le mobilità ioniche relative al catione e all'anione.
A diluizione infinita {\displaystyle \Lambda _{0}=l_{0}^{+}+l_{0}^{-}}, per cui, sommando membro a membro le due precedenti equazioni, si ha
{\displaystyle t_{0}^{+}+t_{0}^{-}=1}
Conoscendo i valori di conduttività ionica equivalente limite è possibile calcolare, determinando sperimentalmente il numero di trasporto, la mobilità ionica del catione o dell'anione. Ciò risulta utile, in ambito elettrochimico, quando occorre conoscere questi valori per potere applicare la legge dell'indipendente mobilità degli ioni.
Il concetto di "numero di trasporto" venne introdotto nel 1853 da Johann Wilhelm Hittorf.

## Determinazione pratica del numero di trasporto
Il numero di trasporto viene determinato praticamente effettuando una elettrolisi utilizzando l'apparecchio di Hittorf. Questo consiste in una particolare cella elettrolitica che, oltre ai normali compartimenti catodico ed anodico, consta di un terzo compartimento centrale. Le tre zone sono separate da un sistema di rubinetti a smerigli. Altri due rubinetti permettono di prelevare le soluzioni presenti nella zona catodica e in quella anodica, per potere effettuare le determinazioni post-elettrolisi.
L'elettrolisi viene condotta in assenza di agitazione della soluzione e in assenza di sviluppi gassosi agli elettrodi; a tal proposito, lo sviluppo anodico dell'ossigeno viene impedito utilizzando un anodo che nelle condizioni sperimentali subisce dissociazione anodica mentre lo sviluppo catodico dell'idrogeno viene impedito operando in condizioni di pH controllato.
Effettuando l'elettrolisi, man mano che circola corrente, accade che al catodo i cationi si riducono generando sull'elettrodo, una carenza di cariche negative mentre, di contro, all'anodo un certo numero di anioni si ossida, generando in tal modo un eccesso di cariche negative. L'elettroneutralità si ottiene in seguito ad un equilibrio dinamico di carica che vede coinvolti i tre compartimenti della cella. Alla fine del processo di elettrolisi nella zona centrale non si ha variazione di carica alcuna, rispetto alle condizioni iniziali. Di contro, al catodo e all'anodo avviene una diminuzione di cariche che risulta meno marcata all'anodo se la mobilità anionica è maggiore di quella cationica o al catodo nel caso contrario. Indicando con {\displaystyle P_{c}} la perdita catodica e con {\displaystyle P_{a}} la perdita anodica di elettrolita, per una soluzione molto diluita vale la relazione
{\displaystyle {\frac {P_{a}}{P_{c}}}={\frac {{l_{0}}^{+}}{{l_{0}}^{-}}}}
da cui
{\displaystyle {\frac {P_{a}}{P_{c}}}={\frac {{t_{0}}^{+}}{{t_{0}}^{-}}}}
Ricavando {\displaystyle t_{0}^{+}} dalla relazione {\displaystyle t_{0}^{+}+t_{0}^{-}=1} e sostituendo questo valore nella precedente relazione, si ottiene
{\displaystyle {\frac {P_{a}}{P_{c}}}={\frac {1-{t_{0}}^{-}}{{t_{0}}^{-}}}}
dalla quale, infine
{\displaystyle {t_{0}}^{-}={\frac {P_{c}}{P_{a}+P_{c}}}}
Allo stesso modo si ottiene il numero di trasporto a diluizione infinita del catione dell'elettrolita:
{\displaystyle {t_{0}}^{+}={\frac {P_{a}}{P_{a}+P_{c}}}}
La perdita catodica viene determinata tramite titolazione della soluzione recuperata dal compartimento catodico mentre la perdita anodica viene calcolata indirettamente dalla misura della quantità totale di corrente passata, tramite coulombometro ad argento collegato in serie con la cella elettrolitica, sapendo che 1 F elettrolizza un equivalente di sostanza totale ({\displaystyle P_{c}+P_{a}}).